# Zagtouli
Zagtouli est une commune rurale située dans le département de Ouagadougou de la province de Kadiogo dans la région du Centre au Burkina Faso. En 2006, cette localité comptait 27 211 habitants dont 47,4 % de femmes.

## Géographie
Zagtouli est localisée à une vingtaine de kilomètres au sud-ouest de la capitale Ouagadougou.

## Économie
Construite en un an, la plus grande centrale solaire d’Afrique de l’Ouest a été inaugurée à Zagtouli en novembre 2017 comprenant 130 000 panneaux solaires soit une surface de 55 ha pour une puissance de 33 MW. Cofinancée par la France, gérée par la compagnie nationale d'électricité Sonabel, elle devrait produire à terme 55 000 MWh par an, soit 5 % de la production nationale, à un coût nettement inférieur à l'énergie fossile importée[réf. souhaitée].

## Jumelage
- Izon (France) depuis 1984[2]